# Platydytes
Platydytes là một chi bọ cánh cứng trong họ Dytiscidae.
Chi này được Biström miêu tả khoa học năm 1988.

## Các loài
Các loài trong chi này gồm:
- Platydytes coarctaticollis (Régimbart, 1894)
- Platydytes cooperae Biström, 1988
- Platydytes incognitus Biström, 1988
- Platydytes inspectatus (Omer-Cooper, 1959)